# Кашпур Володимир Терентійович
Володи́мир Тере́нтійович Ка́шпур (*26 жовтня 1926 — †17 жовтня 2009) — радянський  і російський актор театру й кіно, народний артист РРФСР.

## Життєпис
Народився 1926 року в селі Северка Сибірського краю (нині Ключевського району Алтайського краю). За першою професією льотчик, учасник радянсько-німецької війни.
1951—1956 — працював у Володимирському обласному драматичному театрі ім. Луначарського. 1959-го закінчив Школу-студію МХАТ і був прийнятий в трупу театру «Современник».
1961 — вступив у трупу Художнього театру. Серед зіграних ним тут десятків ролей, зокрема, Похмурий гвардієць («Три товстуни», 1961), Казанок («Кремлівські куранти», 1963), Пекльованов («Броненосець 14-69», 1963), Вчитель («Я бачу сонце», 1964), Олександрович («Шосте липня», 1965), Справедливий чоботар («Кабала святенників», 2001), Захар («Обломов», 2003), Федір («Біла гвардія», 2004), Фірс («Вишневий сад», 2004).
Кашпур знімався в більш ніж 70 фільмах, серед яких «Балада про солдата», «Батальйони просять вогню», «Чорна курка, або Підземні жителі», «Холодне літо п'ятдесят третього», «Таксі-блюз», «Весілля», «Фатальні яйця».

## Фільмографія
- 1959 — Балада про солдата — «Рябий» солдат
- 1959 — Василь Суриков — юродивий
- 1960 — Стрибок на зорі — Федір Іванович Єлістратов, старшина «Дадон»
- 1961 — У важкий час — Кузьма Кройков
- 1961 — Пригоди Кроша — Дмитро Олексійович Зуєв, шофер
- 1962 — Колеги — Сергій Самсонович Єгоров
- 1962 — Третій тайм — Кирило Зайцев, полонений футболіст
- 1963 — Коротке літо в горах — Бімбіреков, інженер
- 1965 — Аварія — Павло Паначук, шофер
- 1965 — Часе, вперед! — бригадир Ханумов
- 1965 — Перекличка — Віктор Ружин
- 1966 — Балада про горищника (короткометражний)
- 1966 — Східний коридор — Костянтин, підпільник
- 1967 — У вогні броду немає — Микола
- 1967 — Житіє і вознесіння Юрася Братчика — воїн-татарин
- 1967 — Кінець «Сатурна» — лейтенант Бударин, зв'язковий
- 1967 — Кремлівські куранти (фільм-спектакль) — червоноармієць
- 1967 — Шлях до «Сатурна» — лейтенант Бударин, зв'язковий
- 1968 — Борсуки (фільм-спектакль) — голова Ради
- 1968 — Гроза над Білою — Веселков, комбриг
- 1968 — Джерело — Савелій
- 1968 — Наші знайомі — Ярофеіч
- 1968 — Поема про сокиру (фільм-спектакль) — працівник заводу
- 1969 — Суворі кілометри — Косяков, головний інженер
- 1970 — Мир хатам, війна палацам — Василь Боженко
- 1970 — Море у вогні — Олексій Степанович Потапов, полковник
- 1970 — Визволення — солдат з «мокроступами»
- 1970 — Потяг у завтрашній день — Полупанієв
- 1970 — Випадок з Полиніним — начальник патруля
- 1971 — Веселі Жабокричі — солдат Петро
- 1971 — Чорні сухарі
- 1972 — Командир щасливої «Щуки» — Носов, мічман
- 1972 — Льоди йдуть в океан (фільм-спектакль) — Петро Костянтинович Смайдов
- 1972 — Любити людину — Расторгуєв, виконроб
- 1973 — Кожен день життя — Толя-старший
- 1973 — Моя доля — Герман В'ячеславович Ковальов, комісар ВЧК
- 1973 — Товариш генерал — начальник розвідки
- 1973 — Царська милість (фільм-спектакль)
- 1973 — Високе звання — Вахрушев, командувач танкової армії
- 1974 — Єдина дорога — Таїров
- 1974 — Один єдиний — Кузьма
- 1975 — Пам'ять — Семен
- 1976 — Дні хірурга Мішкіна — слідчий
- 1976 — Легенда про Тіля — посланець Іоста
- 1976 — Марк Твен проти... — панорамник
- 1976 — Сибір — Лука
- 1976 — Розповідь про те, як цар Петро арапа женив — кораблебудівник Іоста
- 1976 — Степовий король Лір (фільм-спектакль) — Сувенір Тимофійович
- 1977 — Виклик (фільм-спектакль) — Двужилов, завідувачки ферми
- 1977 — Засідання парткому (фільм-спектакль) — Сан Санич Зюбин, виконроб
- 1977 — Червоний чорнозем — Юхим Старцев
- 1977 — Поєдинок в тайзі — Димков
- 1978 — Близька далина — Ніл Андрійович Велехов, секретар райкому партії
- 1978 — Зав'ялівські диваки (кіноальманах) — Тимофій
- 1978 — Гравці (фільм-спектакль) — Олексій
- 1978 — Хлопчаки — Мічман, командир загону юнг
- 1979 — Подорож через місто (кіноальманах) — Александров
- 1979 — Оглядини — Трохим Федорович Вакула, бригадир
- 1979 — Тайгова повість — Коряга
- 1980 — На початку славних справ — Овдокім
- 1980 — Заколот (фільм-спектакль) — Караваєв, червоноармієць-бунтівник
- 1980 — Чорна курка, або Підземні жителі — Кобилкін, директор пансіону
- 1980 — Юність Петра — Овдокім
- 1981 — Росія молода — Тимофій Кочнев
- 1982 — Надія і опора — Олександр Лучков
- 1982 — Пічники — Михайло Мартинович, тесля
- 1983 — Ранній, ранній ранок... — Петрович
- 1984 — Лев Толстой — мужик, попутник Толстого в поїзді
- 1984 — Нам не дано передбачити… — голова виконкому
- 1984 — Парад планет — завгосп
- 1984 — Перша кінна — Сучков
- 1984 — Тихі води глибокі — Лабуня
- 1985 — Батальйони просять вогню — майор Бульбанюк
- 1985 — Зустріч перед розлукою — дід Степан Акимич
- 1985 — Дороги Анни Фірлінг — селянин
- 1985 — Польова гвардія Мозжухіна — Лошкарьов
- 1986 — На велелюдному місці (фільм-спектакль)
- 1986 — Першоцвіт — церковний сторож
- 1986 — Перший хлопець — Федір Капітонович Фомін
- 1987 — Везуча людина — Борис Петрович Макаров, начальник дільниці на будівництві
- 1987 — Імпровізація на тему біографії — Кальонов
- 1987 — Так переможемо! (Фільм-спектакль) — селянин, делегат з'їзду Рад
- 1987 — Холодне літо п'ятдесят третього… — Фадеїч Траков, диспетчер
- 1988 — Гулящі люди — мужик з мішком
- 1988 — Кабала святош (фільм-спектакль) — Маркіз де Шаррон, архієпископ
- 1988 — Нові пригоди янкі при дворі короля Артура — работоргівець
- 1988 — Без мундира — Траков
- 1989 — Воно — Байбаков
- 1989 — Вирок (фільм-спектакль)
- 1990 — Летючий голландець — Захаркін
- 1990 — За 206-ю — Олександр, голова колгоспу «Восход»
- 1990 — Таксі блюз — Нечипоренко
- 1991 — Арифметика вбивства — Равіль
- 1991 — За останньою межею — Микола Хомич
- 1992 — Білі одежі — Василь Степанович Цвях
- 1992 — Маленький гігант великого сексу — начальник 1-го відділу
- 1993 — Кара (короткометражний)
- 1993 — Операція «Люцифер» — підполковник міліції
- 1993 — Про Хому бізнесмена — Лука Совков
- 1993 — Територія — Алексеич
- 1993 — Трамвай удачі (короткометражний) — кондуктор
- 1993 — Заснулий пасажир — Серганов
- 1994 — Злодійка — слухач у суді
- 1994 — Зона Любе — «Господар коня»
- 1994 — Майстер і Маргарита — Андрій Фокич Соков, буфетник у вар'єте
- 1995 — Вовча кров — Шкарупа
- 1995 — Фатальні яйця — сторож
- 1997 — Одруження (фільм-спектакль) — Жевакин
- 1997 — Не клей дурня… — начальник ФСБ
- 1997 — Старі пісні про головне-2 — командир
- 1998 — Твір до Дня Перемоги — Степанюк, колишній співробітник СМЕРШу
- 1998 — Чехов і Ко
- 2000 — Новий рік у листопаді — батько Каті
- 2000 — Ростов-тато — Антонич
- 2000 — Весілля — дід Крапівін
- 2001 — Життя забавами повне — Василь Юхимович, батько Лариси
- 2001 — Ніна. Розплата за любов — сторож
- 2001 — Сищики-1 — комендант
- 2002 — Олігарх — капітан корабля
- 2002 — Шукшинські розповіді — тесть
- 2004 — Штрафбат — Зімянін, голова
- 2005 — Біла гвардія (фільм-спектакль) — Федір
- 2005 — Голова класика — Митрофан Іванович
- 2006 — Сволота — Валентин Петрович Тяпкин в старості
- 2010 — Чорний чернець (фільм-спектакль) — Песоцький, батько Тані